# Seventeen Going Under (single)
Seventeen Going Under is een nummer van de Britse muzikant Sam Fender uit 2021. Het is de eerste single van zijn gelijknamige tweede studioalbum.
De tekst van "Seventeen Going Under" is een emotionele monoloog waarin Fender reflecteert over de donkere periode van zijn late tienerjaren, toen hij en zijn moeder het financieel niet best hadden. Fenders ouders scheidden toen hij acht jaar oud was. Nadat Fender door zijn stiefmoeder uit het huis van zijn vader werd gezet, trok hij weer in bij zijn moeder.
Desondanks kent "Seventeen Going Under" een vrolijk geluid met blazers die aan Fenders idool Bruce Springsteen doen denken. Het nummer bereikte de 3e plaats in het Verenigd Koninkrijk. In Nederland bereikte het nummer geen hitlijsten, maar haalde in 2022 wel de Top 2000.

## NPO Radio 2 Top 2000
| Nummer met noteringen in de NPO Radio 2 Top 2000 | '22  | '23 | '24 |
| ------------------------------------------------ | ---- | --- | --- |
| Seventeen Going Under                            | 1733 | 767 | 544 |

1. ↑  Een vetgedrukt getal geeft de hoogste notering aan.
2. ↑  2022 was het eerste jaar met een notering voor dit nummer.